# Spokane Velocity
Spokane Velocity FC es un equipo de fútbol profesional estadounidense su sede se encuentra en Spokane, Washington. Anunciado por primera vez en 2021, el equipo debutó en la USL League One en 2024.

## Historia
En marzo de 2021, la United Soccer League anunció una propuesta para construir un estadio con capacidad para 5.000 asientos en el centro de Spokane para que sirva como sede de un nuevo club de la USL League One.En mayo de 2021, la Junta de Escuelas Públicas de Spokane votó a favor de aprobar el proyecto del estadio de 31 millones de dólares.
En diciembre de 2021, el Distrito de Instalaciones Públicas de Spokane se reunió con funcionarios de USL y MLS Next Pro para discutir qué liga ubicaría un equipo en el estadio administrado por la ciudad.
El 7 de octubre de 2022, el club anunció su nuevo grupo propietario, Aequus Sports, LLC (dirigido por Ryan y Katie Harnetiaux), así como que su equipo masculino comenzaría a jugar en la USL League One en 2024.
El club anunció una asociación con Capelli Sport el 21 de junio de 2023, lo que los convierte en su proveedor exclusivo de uniformes, equipos y ropa de entrenamiento.El nombre oficial del equipo, Spokane Velocity FC, y el escudo se anunciaron en un evento de lanzamiento el 21 de julio de 2023.
El 15 de noviembre de 2023, el entrenador asistente de Charleston Battery, Leigh Veidman, fue nombrado como el primer entrenador en jefe de Spokane Velocity.
El partido inaugural fue el 9 de marzo de 2024 contra el Greenville Triumph SC en el Paladin Stadium, mientras que el primer partido en casa del club fue el 12 de marzo contra los Richmond Kickers.

## Identidad del club
El nombre y el escudo del equipo se dieron a conocer el 21 de julio de 2023. Ambos hacen referencia al río Spokane, que atraviesa el centro de Spokane y pasa cerca del One Spokane Stadium. El escudo presenta cuatro barras azules verticales que representan las cascadas del río, mientras que la marca denominativa "Velocity" de arriba tiene una forma similar a una versión simplificada del puente de Monroe Street.

## Equipos femeninos afiliados
En junio de 2021, Spokane fue nombrada como una de las ciudades fundadoras de la USL W League, una liga femenina que comenzó a jugarse en 2022. [12] El equipo se unirá a la W League para la temporada 2024, junto con la finalización de One Estadio Spokane.
La propiedad de Spokane anunció en octubre de 2022 que querían traer el fútbol femenino profesional a la ciudad. En mayo de 2023 se anunció un equipo femenino que representa a Spokane en la Superliga de la USL. Será propiedad del grupo propietario de USL Spokane y comenzará a jugar en agosto de 2024, compartiendo su estadio local con el equipo masculino y el equipo de la Liga W.
El nombre del equipo se anunció en noviembre de 2023, como Spokane Zephyr FC.